# 1961 у телебаченні
Список 1961 у телебаченні описує події у сфері телебачення, що відбулися 1961 року.

## Події

### Без точних дат
- Початок мовлення нового сумського регіонального державного телеканалу «Сумська ОДТРК».
- Початок мовлення нового херсонського регіонального державного телеканалу «Херсонська ОДТРК».